# جائحة فيروس كورونا في مولدوفا
تعد جائحة كوفيد-19 في مولدوفا جزءًا من جائحة مرض فيروس كورونا العالمية 2019 (كوفيد-19) الناجم عن فيروس كورونا المرتبط بالمتلازمة التنفسية الحادة الشديدة النوع 2 (سارس-كوف-2). تأكد وصول الفيروس إلى جمهورية مولدوفا في 7 مارس 2020، حين أبدى اختبار امرأة من مولدوفا عائدة من إيطاليا نتائج إيجابية لفيروس كورونا الجديد. مع ارتفاع عدد المصابين خلال الأيام التالية، أعلن البرلمان في 17 مارس 2020 حالة الطوارئ على كامل أراضي جمهورية مولدوفا لمدة 60 يومًا (17 مارس-15 مايو 2020). في 18 مارس 2020، سُجلت أول حالة وفاة بسبب كوفيد-19. في 23 مارس 2020، تجاوز العدد الإجمالي للحالات المؤكدة 100 حالة وفي 7 أبريل 2020 تجاوز هذا العدد 1000 حالة. بحلول 10 أبريل 2020، أُكد وجود حالات في جميع مناطق البلاد، بما في ذلك منطقة ترانسنيستريا. في 27 أبريل 2020، تجاوز العدد الإجمالي للوفيات 100 وفاة.
في 15 مايو 2020، أي اليوم الأخير من حالة الطوارئ التي أعلنها البرلمان في 17 مارس 2020، أعلنت اللجنة الوطنية الاستثنائية للصحة العامة حالة طوارئ صحة عامة على كامل أراضي جمهورية مولدوفا للفترة بين 16 مايو-30 يونيو 2020. في 9 يونيو 2020 تجاوز العدد الإجمالي للحالات المؤكدة 10,000 حالة. في 25 يونيو 2020 تجاوز العدد الإجمالي للوفيات 500 وفاة. في 15 يوليو 2020 تجاوز العدد الإجمالي للحالات المؤكدة 20,000. حتى 22 يوليو 2020، سُجلت 21,798 حالة مؤكدة في جمهورية مولدوفا، تعافى منها 14,856 مريضًا وتوفي 712 شخصًا مصابًا بكوفيد-19.

## خلفية
في 12 يناير، أكدت منظمة الصحة العالمية (دبليو إتش أو) وجود فيروس كورونا جديد تسبب بمرض تنفسي في مجموعة من الناس في مدينة ووهان، مقاطعة هوبي، الصين، والذين لفتوا انتباه منظمة الصحة العالمية منذ 31 ديسمبر 2019.
على عكس السارس في عام 2003، تعد نسبة إماتة الحالات في وباء كوفيد-19 أقل بكثير، لكن انتقال العدوى أكبر بكثير، مع إجمالي عدد وفيات ملحوظ.

## الخط الزمني

### قبل 24 فبراير 2020
·       23 يناير 2020: في سياق الوقاية والكشف المبكر عن كوفيد-19 المستجد، عقدت إدارة وزارة الصحة والعمل والحماية الاجتماعية وممثلو الوكالة الوطنية للصحة العامة والمركز الوطني للمساعدة الطبية الطارئة قبل المشفوية اجتماعًا مع السفير الاستثنائي ومفوض جمهورية الصين الشعبية لدى جمهورية مولدوفا، السيد تشانغ ينغونغ. جرى خلال الاجتماع مناقشة إجراءات الحذر والوقاية المتعلقة بانتشار الفيروس. أبدى السفير انفتاحه على تقديم كل المعلومات اللازمة لدعم مولدوفا فيما يتعلق بتطور انتشار فيروس كورونا الجديد والخطوات المتخذة من قبل السلطات الصينية.
·       24 يناير 2020: أصدرت وزارة الصحة والعمل والحماية الاجتماعية البيان الصحفي الأول حول تدابير الوقاية والسيطرة المتعلقة بالإصابة بالنوع الجديد من فيروس كورونا (كوفيد-2019 المستجد). في البيان الصحفي، ذُكر أن الوضع الوبائي على المستوى الوطني فيما يتعلق بالعدوى بكوفيد-2019 المستجد خاضع للمراقبة اليومية من قبل الوكالة الوطنية للصحة العامة، وفي حال الشك بوجود حالات مشتبه فيها أو حالات مكتشفة من كوفيد-2019 المستجد، ستكون الفرق المتخصصة في مكافحة الوباء على استعداد للتدخل. صُرح أيضًا أن مختبر الفيروسات داخل الوكالة الوطنية للصحة العامة يتمتع بمرافق ومعدات وموظفين مدربين على التشخيص المخبري للفيروسات الأكثر شيوعًا: الأنفلونزا (أ) و(ب)، الفيروسات غير الإنفلونزية (الفيروس التنفسي المخلوي البشري وفيروس كورونا وأيضًا فيروس كورونا المرتبط بمتلازمة الشرق الأوسط التنفسية) والبكتيريا (المكورات الرئوية، والمستدميات النزلية من النوع ب، والمكورات العنقودية) لتأكيد وجود التهابات الجهاز التنفسي الحادة.
·       27 يناير 2020: عقدت وزيرة الصحة والعمل والحماية الاجتماعية السيدة فيوريكا دومبريوفانو اجتماعًا موسعًا للجنة الحالات الاستثنائية وحالات طوارئ الصحة العامة بوزارة الصحة والعمل والحماية الاجتماعية. حضر هذا الاجتماع أيضًا ممثلون عن وزارة الخارجية والتكامل الأوروبي، ووزارة الداخلية، ووزارة المالية، والمفتشية العامة لشرطة الحدود، ودائرة الجمارك، وشركة التأمين الوطنية في الطب، ووكالة الأغذية الوطنية والوكالة الوطنية للصحة العامة. ناقش المشاركون تدابير الوقاية من العدوى بالنوع الجديد من فيروس كورونا (كوفيد-2019 المستجد) والسيطرة عليه، وذلك بناءً على الوضع الوبائي والانتشار العالمي للعدوى.
·       2 فبراير 2020: اجتمع رئيس الوزراء السيد إيون تشيكو باللجنة الوطنية الاستثنائية للصحة العامة. اطلعت اللجنة على المعلومات التي قدمتها وزارة الصحة والعمل والحماية الاجتماعية ووجدت أن الوضع الوبائي المتعلق بالعدوى بفيروس كورونا الجديد (كوفيد-2019 المستجد) خطير، ما دفع منظمة الصحة العالمية إلى إعلان حالة طوارئ الصحة العامة محل الاهتمام الدولي. تبنت اللجنة القرار رقم 1 الذي ينص، إلى جانب جملة أمور أخرى، على أن تقييم مخاطر الصحة العامة سيستمر مع تحديد رمز الطوارئ الناتج عن الوضع الوبائي المتعلق بالعدوى بفيروس كورونا الجديد إذا لزم الأمر (كوفيد-2019 المستجد).
·       18 فبراير 2020: تلقت الوكالة الوطنية للصحة العامة، بدعم من منظمة الصحة العالمية، مجموعات اختبار من ألمانيا للكشف عن الفيروس المسبب لمرض كوفيد-19.

### رمز الطوارئ الأصفر (24 فبراير-7 مارس 2020)
·       24 فبراير 2020: اجتمع رئيس الوزراء السيد إيون تشيكو باللجنة الوطنية الاستثنائية للصحة العامة. تبنت اللجنة القرار رقم 2 الذي ينص، إلى جانب جملة أمور أخرى، على فرض رمز الطوارئ الأصفر على المستوى الوطني في سياق الحالة الوبائية المتعلقة بعدوى كوفيد-19 والنظر في المخاطر المحتملة لطوارئ الصحة العامة.
·       25 فبراير 2020: طبقت جمهورية مولدوفا بعض الإجراءات لمواجهة فيروس كورونا. اجتمعت وزيرة الصحة والعمل والحماية الاجتماعية، السيدة فيوريكا دومبروفينو، بممثلي المؤسسات الصحية الطبية العامة، ووزارة الداخلية، والمفتشية العامة لشرطة الحدود والمركز الوطني للمساعدة الطبية الطارئة قبل المشفوية. جرى خلال الاجتماع تحري نشاط الوكالة الوطنية للصحة العامة في العمل على جودة تنظيم لوائح الصحة الدولية (آي إتش آر)، من حيث الوقاية من الإصابة بالنوع الجديد من فيروس كورونا على المستوى الوطني والسيطرة عليه وما سيُتّخذ من تدابير مستقبلية. في هذا الاجتماع، أعلنت وزيرة الصحة والعمل والحماية الاجتماعية أنه اعتبارًا من ذلك اليوم (25 فبراير 2020)، ستجتمع السلطات يوميًا في الساعة السابعة والنصف صباحًا وستقدم معلومات حول مجريات الـ 24 ساعة الماضية، وما اتُّخذ من تدابير وما هي الصعوبات التي واجهوها. تقرر عقد هذه الاجتماعات طيلة فترة وجود خطر وصول النوع الجديد من فيروس كورونا وانتشاره.
·       26 فبراير 2020: تلقى عملاء مزودي خدمة الهواتف المحمولة في مولدوفا رسالة نصية قصيرة من الحكومة بشأن التدابير الاحترازية المتخذة لمنع الإصابة بفيروس كورونا الجديد. كان نص الرسالة كالتالي: «اعتنِ بصحتك. اتصل فورًا بطبيب الأسرة إذا كنت تعاني من الحمى أو السعال. إذا كنت عائدًا من مناطق موبوءة بفيروس كورونا وكنت تشعر بتوعك، اتصل بالرقم 112» (الرسالة الأصلية بالرومانية: «Aveti grija de sanatate. Sunati imediat medicul de familie daca aveti febra sau tuse. Daca V-ati intors din zone cu Coronavirus si Va simtiti rau, sunati 112»). نُفذ هذا الإجراء لإعلام السكان بمبادرة من وزارة الصحة والعمل والحماية الاجتماعية، في إطار الحملة الإعلامية الوطنية للوقاية من العدوى بفيروس كورونا. من أجل الإجابة على العديد من التكهنات المتعلقة بتساؤل الشعب «من أين تحصل الحكومة على أرقام الهواتف؟»، أوضحت الوزارة المذكورة أعلاه أن هذه المبادرة هي عمل اجتماعي مجاني نُظم بالتعاون مع مزودي خدمة الهواتف المحمولة في مولدوفا.

#### الحالة الأولى (7 مارس 2020)
أُعلِن عن أول حالة إصابة بفيروس كورونا في جمهورية مولدوفا في 7 مارس 2020. سُجلت الإصابة لدى امرأة تبلغ من العمر 48 عامًا عادت إلى مولدوفا من إيطاليا على متن رحلة ميلانو-تشيسيناو. نُقلت من الطائرة إلى المستشفى على الفور إثر دخولها في حالة خطيرة من الالتهاب الرئوي القصبي ثنائي الجانب، والفشل التنفسي الحاد، والحمى، والسعال، والضعف العام. كانت تعاني من عدد من الأمراض المزمنة وهي السكري، وزيادة الوزن وارتفاع ضغط الدم. وفقا لوزارة الصحة والعمل والحماية الاجتماعية في مولدوفا، شُخصت إصابة المريضة بالتهاب القصبات الرئوي ثنائي الجانب والحمى والسعال في 4 مارس في إيطاليا. وُصفت لها المضادات الحيوية كمعالجة منزلية ووُضعت في الحجر الصحي في المنزل بانتظار تأكيد الإصابة بالنوع الجديد من فيروس كورونا، لكنها قررت العودة إلى مولدوفا.

### رمز الطوارئ البرتقالي (8-12 مارس 2020)
·       8 مارس 2020: فرضت اللجنة الوطنية الاستثنائية للصحة العامة رمز الطوارئ البرتقالي على المستوى الوطني في سياق الوضع الوبائي المتعلق بعدوى كوفيد-19.
·       10 مارس 2020: أكدت وزارة الصحة والعمل والحماية الاجتماعية في مولدوفا تسجيل حالتين أخريين (الثانية والثالثة) من فيروس كورونا. سُجلت الإصابتان لدى امرأة ورجل، عاد كلاهما من إيطاليا في 26 فبراير و1 مارس على التوالي. في اليوم نفسه، مُنع جميع الأجانب القادمين من البلدان الموبوءة بفيروس كورونا من دخول مولدوفا جوًا.
·       11 مارس 2020: أُكدت الحالة الرابعة. أعلنت الحكومة أنها ستغلق جميع رياض الأطفال والمدارس والكليات والجامعات لمدة أسبوعين.
·       12 مارس 2020: أُكدت حالتان جديدتان (الخامسة والسادسة). حتى 12 مارس 2020، لم تُسجل حالات مؤكدة في منطقة ترانسنيستريا، ولكن عُزل 8 أشخاص بعد عودتهم من الخارج.

### رمز الطوارئ الأحمر (13-16 مارس 2020)
·       13 مارس 2020: فرضت اللجنة الوطنية الاستثنائية للصحة العامة رمز الطوارئ الأحمر على المستوى الوطني في سياق الوضع الوبائي المتعلق بعدوى كوفيد-19. خلال هذا اليوم، أُكدت حالتان جديدتان (السابعة والثامنة).
·       14 مارس 2020: أُكدت 4 حالات جديدة. بلغ العدد الإجمالي للمصابين 12 مصاب.
·       15 مارس 2020: أُكدت 11 حالة جديدة. بلغ إجمالي عدد المصابين 23 مصاب.
·       16 مارس 2020: أُكدت 6 حالات جديدة. بلغ العدد الإجمالي 29 مصاب. تعافت امرأة واحدة.

## الإحصائيات
ملاحظة هامة: مثلما ذكر وزير الصحة والعمل والحماية الاجتماعية في جمهورية مولدوفا في 25 أبريل 2020، فإن عدد حالات التعافي التي أبلغت عنها سلطات جمهورية مولدوفا تشتمل فقط على الأشخاص من المؤسسات الطبية التي تسيطر عليها السلطات الدستورية لجمهورية مولدوفا، ولا تشمل الأشخاص الذين تعافوا في منطقة ترانسنيستريا في مولدوفا. لذلك، يجب أن يكون العدد الحقيقي لحالات التعافي أكبر من العدد المبين في الرسوم البيانية أدناه. أيضًا، نظرًا لاحتساب عدد الحالات النشطة عن طريق استبعاد عدد حالات التعافي والوفيات من الحالات المؤكدة، يجب أن يكون العدد الحقيقي للحالات النشطة أقل من العدد الموضح في الرسوم البيانية أدناه.

## الإحصاء
| مقاطعة              | الحالات | الوفيات | تعافى |
| ------------------- | ------- | ------- | ----- |
| بلدية كيشيناو       | 125     | 1       | 5     |
| مقاطعة فتيفان فودا  | 30      | 0       | 0     |
| مقاطعة سوروكا       | 28      | 0       | 0     |
| مقاطعة هينسيستي     | 23      | 1       | 4     |
| مقاطعة ترانسنيستريا | 18      | 0       | 0     |
| مقاطعة إيلوفيني     | 15      | 0       | 2     |
| مقاطعة كاهول        | 12      | 0       | 1     |
| مقاطعة كوشيني       | 8       | 0       | 0     |
| مقاطعة أنيني نوي    | 6       | 0       | 0     |
| مقاطعة سنجري        | 6       | 0       | 0     |
| مقاطعة روكاني       | 5       | 0       | 1     |
| مقاطعة أورهي        | 3       | 0       | 0     |
| مقاطعة تاراكليا     | 3       | 0       | 0     |
| بلدية بلجي          | 2       | 0       | 0     |
| مقاطعة كانتمير      | 2       | 0       | 0     |
| مقاطعة فلوريشتي     | 2       | 0       | 1     |
| مقاطعة نيسبوريني    | 2       | 0       | 0     |
| مقاطعة ستروني       | 2       | 0       | 0     |
| مقاطعة Basarabeasca | 1       | 0       | 1     |
| مقاطعة بريسيني      | 1       | 0       | 0     |
| مقاطعة Călăraşi     | 1       | 0       | 0     |
| مقاطعة سيميليا      | 1       | 0       | 0     |
| مقاطعة Dubăsari     | 1       | 0       | 0     |
| مقاطعة ليوفا        | 1       | 0       | 0     |
| مجموع               | 298     | 2       | 15    |

| عمر          | الحالات |
| ------------ | ------- |
| أقل من 1 سنة | 1       |
| 1-5 سنوات    | 4       |
| 5-9 سنوات    | 5       |
| 10-19 سنة    | 16      |
| 20-29 سنة    | 39      |
| 30-39 سنة    | 53      |
| 40-49 سنة    | 50      |
| 50-59 سنة    | 73      |
| 60-69 سنة    | 44      |
| 70-79 سنة    | 11      |
| فوق 80       | 2       |
| مجموع        | 298     |

## وصلات خارجية
- حالات الفيروس التاجي كوفيد-19 العالمية و البيانات التاريخية من طرف جامعة جونز هوبكنز